# 舒瓦西耶河畔拉芒布罗勒站
舒瓦西耶河畔拉芒布罗勒站（法語：Gare de La Membrolle-sur-Choisille）是法国的一个铁路车站，位于法国安德尔-卢瓦尔省市镇卢瓦尔河畔圣西尔境内，靠近舒瓦西耶河畔拉芒布罗勒，属于图尔-卢瓦尔河谷都会区的范围。

## 位置
舒瓦西耶河畔拉芒布罗勒站位于图尔－勒芒铁路246.830公里处，同时也是布雷蒂尼－舒瓦西耶河畔拉芒布罗勒铁路的终点；站址位于舒瓦西耶河畔拉芒布罗勒市镇的南部，距离市镇中心大约700米。车站大致呈南北走向，开口朝西。

## 基本信息
舒瓦西耶河畔拉芒布罗勒站是一个无人看守的铁路乘降所，乘客须提前购买车票或使用通勤卡。
| 舒瓦西耶河畔拉芒布罗勒站基本信息 |          |
| 窗口开放时间                     | 无       |
| 售票设施                         | 无       |
| 横穿轨道设施                     | 铁路道口 |

## 站台设置
| 东↑ |             |           |
|     | 侧式        |           |
|     |             | 图尔方向→ |
|     |             | ←勒芒方向 |
|     | 侧式 主站房 |           |
| 西↓ |             |           |

## 停靠线路
以下列车线路在舒瓦西耶河畔拉芒布罗勒站停靠：
| 舒瓦西耶河畔拉芒布罗勒站列车线路表 |      |        |                |              |
| 线路                               | 车种 | 上一站 | 下一站         | 大致运行频率 |
| 图尔—勒芒                          | Rémi | 图尔   | 圣安托万迪罗谢 | 每天往返1班  |
| 1.                                 |      |        |                |              |

## 配套交通

### 长途汽车
舒瓦西耶河畔拉芒布罗勒站附近暂无常规大巴车线路。当铁路线施工或罢工时，SNCF可能会提供途径该线路沿途站点的大巴车，其车票可与SNCF的同线路车票通用。

### 城市公共交通
| filbleu 舒瓦西耶河畔拉芒布罗勒站附近的市内公共交通线路 |                                       |                                                      |
| 公交车站名称                                           | 位置                                  | 停靠线路                                             |
| Val Choisille 舒瓦西耶谷                               | 舒瓦西耶河畔拉芒布罗勒站以北大约400米 | 51 图尔 - 战壕 ↔ 舒瓦西耶河畔拉芒布罗勒-茱莉亚十字架 |
| 1.                                                     |                                       |                                                      |

## 临近车站
| 上一站           | 法国铁路 | 法国铁路       | 法国铁路 | 下一站                    |
| ---------------- | -------- | -------------- | -------- | ------------------------- |
| 图尔11.2km起訖站 |          | 图尔－勒芒铁路 |          | 圣安托万迪罗谢9.9km往勒芒 |